# ۹۹ دلو
۹۹ دلو یک ستاره است که در صورت فلکی دلو قرار دارد.